# Chaîne de responsabilité
En génie logiciel, le patron de conception chaîne de responsabilité permet à un nombre quelconque de classes d'essayer de répondre à une requête sans connaître les possibilités des autres classes sur cette requête.
Cela permet de diminuer le couplage entre objets. Le seul lien commun entre ces objets étant cette requête qui passe d'un objet à l'autre jusqu'à ce que l'un des objets puisse répondre. Ce patron de conception permet aussi de séparer les différentes étapes d'un traitement et d'implémenter facilement les relations d'héritage.
Il s'agit d'un des 23 design patterns du Gang of Four, classé dans le type des patrons comportementaux.

## Utilisation
Dès lors qu'une information doit recevoir plusieurs traitements, ou juste être transmise entre différents objets.

## Exemple en langage C++
L'exemple ci-dessous présente un système de log. Lors de la réception d'un message, ce dernier va passer d'un logger à l'autre, déclenchant ou non le traitement associé.
```
#include
 
<iostream>

#include
 
<string>

using
 
namespace
 
std
;

class
 
Logger

{

protected
:

	
int
 
level
;

	
Logger
*
 
next
;

public
:

	
enum

	
{

		
ERR
,

		
NOTICE
,

		
DEBUG

	
};

	

	
Logger
*
 
setNext
(
Logger
*
 
next
)

	
{

		
this
->
next
 
=
 
next
;

		
return
 
(
this
->
next
);

	
}

	
void
 
message
(
string
 
msg
,
 
int
 
priority
)

	
{

		
if
 
(
priority
 
<=
 
this
->
level
)

			
this
->
writeMessage
(
msg
);

		
else
 
if
 
(
this
->
next
 
!=
 
NULL
)

			
this
->
next
->
message
(
msg
,
 
priority
);

	
}

	
virtual
 
void
 
writeMessage
(
string
 
msg
)
 
=
 
0
;

};

 

class
 
DebugLogger
 
:
 
public
 
Logger

{

public
:

	
DebugLogger
(
int
 
level
)

	
{

		
this
->
level
 
=
 
level
;

		
this
->
next
 
=
 
NULL
;

	
}

	
void
 
writeMessage
(
string
 
msg
)

	
{

		
cout
 
<<
 
"Message de debug : "
 
<<
 
msg
 
<<
 
endl
;

	
}

};

 

class
 
EmailLogger
 
:
 
public
 
Logger

{

public
:

	
EmailLogger
(
int
 
level
)

	
{

		
this
->
level
 
=
 
level
;

		
this
->
next
 
=
 
NULL
;

	
}

	
void
 
writeMessage
(
string
 
msg
)

	
{

		
cout
 
<<
 
"Notification par email : "
 
<<
 
msg
 
<<
 
endl
;

	
}

};

 

class
 
ErrorLogger
 
:
 
public
 
Logger

{

public
:

	
ErrorLogger
(
int
 
level
)

	
{

		
this
->
level
 
=
 
level
;

		
this
->
next
 
=
 
NULL
;

	
}

	
void
 
writeMessage
(
string
 
msg
)

	
{

		
cerr
 
<<
 
"Erreur : "
 
<<
 
msg
 
<<
 
endl
;

	
}

};

 

int
 
main
()

{

	 
// Construction de la chaine de responsabilite

	
ErrorLogger
 
logger
(
Logger
::
ERR
);

	
EmailLogger
 
logger2
(
Logger
::
NOTICE
);

	
DebugLogger
 
logger3
(
Logger
::
DEBUG
);

	
logger
.
setNext
(
&
logger2
);

	
logger2
.
setNext
(
&
logger3
);
 

        
logger
.
message
(
"An error has occurred."
,
 
Logger
::
ERR
);
 
// Le message est traité par le premier logger (ErrorLogger)

	
logger
.
message
(
"Step1 completed."
,
 
Logger
::
NOTICE
);
	
// S'arrête au deuxième logger (EmailLogger)

	
logger
.
message
(
"Entering function y."
,
 
Logger
::
DEBUG
);
	
// Traverse toute la chaine de commande

	
return
 
0
;

}

```